# 特雷莎·韦瑟斯庞
特雷莎·盖伊·韦瑟斯庞（英語：Teresa Gaye Weatherspoon，1965年12月8日—），美国前女子职业篮球运动员，曾效力于WNBA的纽约自由人队和洛杉矶火花队，也曾担任路易斯安那理工大学女子篮球队和芝加哥天空的主教练。 2011年，她被球迷评选为WNBA历史15大球员之一。